# 江刺家村
江刺家村（えさしかむら）は、1955年（昭和30年）まで岩手県九戸郡にあった村。現在の九戸村江刺家・山屋にあたる。

## 沿革
- 1889年（明治22年）4月1日 - 町村制施行により、江刺家村と山屋村が合併して新制の北九戸郡江刺家村が発足。
- 1897年（明治30年）4月1日 - 北九戸郡と南九戸郡が合併して九戸郡が成立[1]。九戸郡江刺家村となる。
- 1955年（昭和30年）4月1日 - 伊保内村・戸田村と合併し、九戸村となる。

## 行政

### 歴代村長
| 代 | 氏名         | 就任                       | 退任                       | 備考 |
| -- | ------------ | -------------------------- | -------------------------- | ---- |
| 1  | 小野寺省三   | 不詳                       | 不詳                       |      |
| 2  | 小野寺慎吾   | 不詳                       | 不詳                       |      |
| 3  | 小野寺省三   | 明治39年（1906年）11月28日 | 明治43年（1910年）11月27日 | 再任 |
| 4  | 野辺地十太郎 | 明治43年（1910年）12月7日  | 大正11年（1922年）12月6日  |      |
| 5  | 小野寺英之助 | 大正11年（1922年）12月7日  | 大正13年（1924年）9月24日  |      |
| 6  | 野辺地十太郎 | 大正14年（1925年）7月10日  | 昭和16年（1941年）4月29日  | 再任 |
| 7  | 小野寺耕作   | 昭和16年（1941年）5月20日  | 昭和20年（1945年）5月19日  |      |
| 8  | 村木建吾     | 昭和20年（1945年）7月9日   | 昭和22年（1947年）2月7日   |      |
| 9  | 石川末太郎   | 昭和22年（1947年）4月5日   | 昭和26年（1951年）4月4日   |      |
| 10 | 村木建吾     | 昭和26年（1951年）4月28日  | 昭和30年（1955年）3月31    | 再任 |